# بيير جوزيف بوناتير
بيير جوزيف بوناتير (بالفرنسية: Pierre Joseph Bonnaterre )‏ (و. 1752 – 1804 م) هو cetologist ‏، وعالم طيور، وعالم حشرات، وعالم حيواني، وعالم طبيعة، وعالم نبات، من فرنسا، ولد في أفيرون، توفي عن عمر يناهز 52 عاماً.